# Teofanes (prawosławny patriarcha Antiochii)
Teofanes – chalcedoński patriarcha Antiochii w latach 681–687.